# Saint-Quay-Perros
 Saint-Quay-Perros  (en bretón Sant-Ke-Perroz) es una población y comuna francesa, situada en la región de Bretaña, departamento de Côtes-d'Armor, en el distrito de Lannion y cantón de Perros-Guirec.

## Demografía
| 502 | 569 | 892 | 1066 | 1375 | 1392 | 1447 |
| Para los censos de 1962 a 1999 la población legal corresponde a la población sin duplicidades (Fuente: INSEE [Consultar]) |     |     |      |      |      |      |

## Historia
La población y su territorio, situada entre el Cruguil y el Kerduel, fue ocupada ya en el neolítico, hecho evidenciado por la sepultura del año 2 200 aC descubierta al lado de la entrada de Crec'h Quillé. La ciudad lleva el nombre del santo bretón Zant Ke, derivado posteriormente en Saint-Quay. Erigida comuna francesa en 1790, Saint-Quay-Perros adquirió su nombre actual definitivamente en el año 1921.

## Cultura
Saint-Quay-Perros pertenece a las comunas que han recibido la distinción "cruz verde" esperantista.